# Wolf Hall
Wolf Hall  é um romance histórico da autora inglesa Hilary Mantel, publicado pela Fourth Estate, que recebeu o nome do assento da familia Seymour na Wolfhall ou Wulfhall em Wiltshire. Situado no período de 1500 a 1535, Wolf Hall é uma biografia ficcionada que documenta a rápida ascensão ao poder de Thomas Cromwell na corte de Henrique VIII até a morte de Sir Thomas More. O romance ganhou quer o Prémio Man Booker
 quer o National Book Critics Circle Award. Em 2012, The Observer nomeou-o como um dos "Os 10 melhores romances históricos".
O livro é o primeiro de uma trilogia; A sequela O Livro Negro foi publicada em 2012. O último livro da trilogia, The Mirror and the Light deverá cobrir os últimos quatro anos da vida de Cromwell.

## Enredo

### Inglaterra, década de 1520.
Henrique VIII está no trono, mas não tem herdeiros. O Cardeal Thomas Wolsey é o conselheiro do rei encarregue de obter o divórcio que o papa recusa conceder. Neste ambiente de desconfiança e necessidade aparece Thomas Cromwell, primeiro como secretário de Wolsey, e depois como seu sucessor. Cromwell é um homem muito original: filho de um ferreiro bruto, é um génio da política, um subornador, um galanteador, um arrivista, um homem com uma habilidade incrível para manipular pessoas e aproveitar ocasiões. Implacável na procura dos seus próprios interesses, Cromwell é tão ambicioso nos seus objectivos políticos como nos seus objectivos pessoais. O seu plano de reformas é implementado perante um parlamento que apenas zela pelos seus interesses e um rei que flutua entre paixões românticas e fúrias brutais.

## Prémios e Nomeações
- Vencedor – 2009 Prémio Man Booker
- Vencedor – 2009 National Book Critics Circle Award de ficção.
- Vencedor – 2010 Prémio Walter Scott para ficção histórica.
- Vencedor – 2010 The Morning News Tournament of Book

## Adaptações

### Palco
Em Janeiro de 2013, a RSC anunciou que iria produzir adaptações de Wolf Hall e O Livro negro por Mike Poulton na sua temporada de inverno. A produção transferiu-se para o Teatro Aldwych de Londres em Maio de 2014 para uma exibição limitada até Outubro.
Os produtores Jeffrey Richards e Jerry Frankel levaram as adaptações londrinas de Wolf Hall e O Livro negro, com Ben Miles como Thomas Cromwell, Lydia Leonard como Anne Boleyn, Lucy Briers como Katherine of Aragon e Nathaniel Parker como Henry VIII, ao Winter Garden Theatre da Broadway em Março de 2015 para uma exibição de quinze semanas. A dupla exibição foi retitulada de Wolf Hall, Peças 1 e 2 para o público americano. A peça foi nomeada para 8 Prémios Tony, incluindo Melhor Peça de Teatro.

### Televisão
Em 2012, a BBC anunciou que iria adaptar Wolf Hall e O Livro Negro para a BBC Two, que seria transmitida em 2015. Em 8 de Março de 2013, a BBC informou que Mark Rylance iria ser Thomas Cromwell. O primeiro episódio foi transmitido nos Estados Unidos no programa Masterpiece Theatre da PBS em 5 de Abril de 2015. Em junho de 2015, a Amazon anunciou direitos exclusivos para transmitir programas do Masterpiece, incluindo Wolf Hall na sua plataforma Amazon Prime